# Leucosyrinx verrilli
Leucosyrinx verrilli är en snäckart som först beskrevs av Dall 1881.  Leucosyrinx verrilli ingår i släktet Leucosyrinx och familjen Turridae. Inga underarter finns listade i Catalogue of Life.